# Rădenii Vechi, Ungheni
Rădenii Vechi este un sat din raionul Ungheni, Republica Moldova.

## Istorie
Satul Rădenii Vechi este menționat documentar pentru prima dată în anul 1437, cu numele Rădăuții:
„Suret de pe uric vechiu pe sârbie de la Ilie și Ștefan voievod, domnii Țării Moldovei, scris în Vaslui, de Oancea logofăt, din leat 6945 <1437> octombrie 5.

Cu mila lui Dumnezeu, noi, Ilie voievod, binecredinciosul domnu și stăpânului nostru Isus Hristos, și cu fratele domnii mele, Ștefan voievod, domnul Țării Moldovei. Precum am binevoit cu a noastră bunăvoință cu toată bunăvoia noastră și cu agiutoriul de la Dumnezeu, ca să înnoim și să întărim Mănăstirea de la Poiana a Sfântului Necolae și am adaos la dânsa dintr-a noastră avere încât să se poate hrăni acei ce se vor afla într-însa, sate anume: unde au fost Mihăila Roca, și Răpcinți, și Rădăuții, și unde este Bălan, și unde este Drăgota, și unde este Șandru, și unde este Petre Bumbotă și un loc de pustiu din gios de Bumbotă, într-o vale.

...

Și spre mai mare tăria și întăritura tuturor acestor de mai sus-scrisa, am poroncit credinciosului slugii noastre, lui Oancea logofăt, să scrie și către adevărată cartea noastră aceasta pecetea noastră să lege.”
Satul este cunoscut și ca localitatea lângă care, la întoarcere de la Iași, a decedat contele Grigori Potiomkin, un apropiat a împărătesei Ecaterina  a II-a a Rusiei. Evenimentul este comemorat printr-un obelisc amplasat în acel loc, pe traseul rutier Rădenii Vechi–Milești.
În anii 1970 aici aveau loc întreceri republicane la turism și orientare sportivă.

## Geografie
Lângă sat se întinde rezervația științifică Plaiul Fagului.

## Administrație și politică
Componența Consiliului local Rădenii Vechi (9 consilieri), ales la 5 noiembrie 2023, este următoarea:
|  | Partid                                        | Consilieri | Componență | Componență | Componență |
|  | --------------------------------------------- | ---------- | ---------- | ---------- | ---------- |
|  | Partidul Acțiune și Solidaritate              | 3          |            |            |            |
|  | Partidul Voința Poporului                     | 2          |            |            |            |
|  | Partidul Dezvoltării și Consolidării Moldovei | 1          |            |            |            |
|  | Partidul Liberal Democrat din Moldova         | 1          |            |            |            |
|  | Partidul Comuniștilor din Republica Moldova   | 1          |            |            |            |
|  | Partidul Socialiștilor din Republica Moldova  | 1          |            |            |            |